# August Rosenborg
August Rosenborg, född 25 juni 1808 i Säby, Jönköpings län, död 25 april 1873 i Vadstena, var en fanjunkare och amatörorgelbyggare i Vadstena.

## Biografi
Rosenborg föddes 25 juni 1808 på Åbonäs i Säby, Jönköpings län. Han var son till riddaren och adelsmannen Charles Johan Emil Rosenborg (1770–1842) i adelssläkten Rosenborg och Johanna Christina Jansson (1783–1842). Familjen flyttade 1810 till Naddö i Örberga socken. Under tiden de bodde där studerade August Rosenborg i Linköping och var fanjunkare vid Jämtlands regemente. Den 3 juli 1837 fick han tillstånd att åka på en längre resa. När föräldrarna dog 1842 tog brodern Emil över gården.
År 1850 flyttade Rosenborg till Säby Norrgård 1.Han flyttade 1853 till Hovskvarteret 114 i Vadstena. 1858 flyttade de till Hovskvarteret 201. 1859 flyttade de till Hovskvarteret 211. Rosenborg avled av stroke den 25 april 1873 av stroke och begravdes den 2 maj samma år i Vadstena av komminister J. Lindeman.
Han lärde sig grunderna av den kände orgelbyggaren Gustaf Andersson när denne 1833 byggde orgeln i Vadstena klosterkyrka. 

### Familj
Rosenborg gifte sig 13 oktober 1858 med Lovisa Schelin (1820–1901), dotter till värdshusidkaren Anton Schelin och Anna Christina Larsson. De fick tillsammans barnen Clara Rosenborg (1843–1923) som var gift med apotekaren Lars Constatin Lundqvist i Nordamerika, Augusta Rosenborg (1848–1913) som var gift med byggmästaren Gustaf Reinhold Oskar Röhlander och bokhållaren Oscar Rosenborg (1853–1934) vid Motala verkstad.

## Orglar
| År   | Ursprunglig kyrka | Stift      | Bild | Manualer | Pedal        | Stämmor | Bevarad orgel/fasad | Övrigt |
| ---- | ----------------- | ---------- | ---- | -------- | ------------ | ------- | ------------------- | --- |
| 1836 | Nye kyrka         | Växjö      |      | 1        | Bihängd      | 10      | Ja/Ja               | Orgeln renoverades 1968 av Nils-Olof Berg, Nye och fick 1987 ett nytt bälgverk av samma person. |
| 1840 | Mörlunda kyrka    | Linköpings |      | 1        | Bihängd      | 12      | Ja (delvis)/Ja      | 1915 byggdes orgeln om av Levin Johansson, Liared. 1944 byggdes en ny orgel av A Mårtenssons Orgelfabrik AB, Lund. |
| 1845 | Linneryds kyrka   | Växjö      |      |          |              | 181⁄2   | Nej/Ja              | En ny orgel byggdes 1922 av E F Walcker, Ludwigsburg, Tyskland. En ny orgel byggdes 1968 av J Künkels Orgelverkstad AB, Lund. De ljudande fasadpiporna är från Rosenborgs orgel. Eventuellt byggde inte Rosenborg denna orgel utan endast renoverade den 1950. |
| 1850 | Gällaryds kyrka   | Växjö      |      |          |              | 61⁄2    | Nej/?               | En ny orgel byggdes 1908 av Emil Wirell, Växjö. En ny orgel byggdes 1960 av A Mårtenssons Orgelfabrik AB, Lund. |
| 1851 | Rejmyre kyrka     | Linköpings |      |          |              |         |                     | |
| 1853 | Fryele kyrka      | Växjö      |      | 1        | Självständig | 14      | Ja (delvis)/Ja      | 1955 renoverades och omdisponerades orgeln av Frede Aagaard. |
| 1855 | Tofteryds kyrka   | Växjö      |      | 1        | Självständig | 13      | Ja (delvis)/Ja      | 1886 omändrades orgeln av Johannes Andersson, Långaryd. |
| 1857 | Månsarps kyrka    | Växjö      |      |          |              | 12      | Nej/Ja              | En ny orgel byggdes 1936 av Th Frobenius & Co, Lyngby, Danmark. |
| 1857 | Månstads kyrka    | Göteborgs  |      |          |              | 7       | Nej/?               | En ny orgel byggdes 1932 av Nordfors & Co, Lidköping. |
| 1862 | Strå kyrka        | Linköpings |      |          |              | 7       | Nej/Ja              | En ny orgel byggdes 1934 av E A Setterquist & Son, Örebro |
| 1864 | Kumla kyrka       | Linköpings |      | 1        | Bihängd      | 6       | Ja/Ja               | |
| 1864 | Sandseryds kyrka  | Växjö      |      |          |              |         |                     | |
| 1864 | Skeppsås kyrka    | Linköpings |      |          |              | 6       | Ja (delvis)/Ja      | En ny orgel byggdes 1912 av Åkerman & Lund, Sundbybergs köping. Den omändrades 1935 av Bo Wedrup, Uppsala. |

### Renoveringar
- 1864 Vallerstads kyrka

## Medarbetare och gesäller
- 1848 - F. W. Isfeldt (född 1811). Han var snickargesäll hos Rosenborg.
- 1848–1849, 1855–1857 - Carl Arvid Granbäck (1822–1858).[15][16] Han var snickargesäll hos Rosenborg. Han blev 1857 orgelbyggargesäll på Liareds orgelbyggeri i Liared.[17]
- 1849–1852 - J. P. Hallqvist (född 1823). Han var snickargesäll hos Rosenborg.
- 1854–1855 - Anders Frithof Forsell (1831–1875). Han var lärling hos Rosenborg.[18]
- 1854–1858 - Johan Håkansson (född 1829). Han var gesäll hos Rosenborg.
- 1854–1858 - Anders August Lindskog (född 1833). Han var gesäll hos Rosenborg.
- 1854–1858 - August Larsson (1826–1899). Han var gesäll hos Rosenborg. Han kom senare att arbeta som snickare.[19]
- 1855–1856 - Carl Gustaf Carlsson (född 1832). Han var gesäll hos Rosenborg.
- 1856–1858 - Adolf Victor Håkansson Mellen (född 1832). Han var vagnmakaregesäll hos Rosenborg.
- 1860–1861 - Johan Fredrik Abrahamsson (född 1837). Han var gesäll hos Rosenborg.
- 1862–1863 - Adolf Petersson (född 1833). Han var snickargesäll hos Rosenborg.